# Chenu
Chenu és un municipi francès situat al departament del Sarthe i a la regió de País del Loira. L'any 2007 tenia 455 habitants.

## Demografia

### Població
El 2007 la població de fet de Chenu era de 455 persones. Hi havia 187 famílies de les quals 42 eren unipersonals (21 homes vivint sols i 21 dones vivint soles), 81 parelles sense fills, 51 parelles amb fills i 13 famílies monoparentals amb fills.
La població ha evolucionat segons el següent gràfic:
Habitants censats

### Habitatges
El 2007 hi havia 299 habitatges, 192 eren l'habitatge principal de la família, 54 eren segones residències i 53 estaven desocupats. 297 eren cases i 2 eren apartaments. Dels 192 habitatges principals, 155 estaven ocupats pels seus propietaris, 33 estaven llogats i ocupats pels llogaters i 3 estaven cedits a títol gratuït; 11 tenien dues cambres, 40 en tenien tres, 47 en tenien quatre i 94 en tenien cinc o més. 105 habitatges disposaven pel capbaix d'una plaça de pàrquing. A 83 habitatges hi havia un automòbil i a 88 n'hi havia dos o més.

### Piràmide de població
La piràmide de població per edats i sexe el 2009 era:
| Homes | Edats   | Dones |
| ----- | ------- | ----- |
| 4     | 95 o +  | 0     |
| 0     | 90 a 94 | 4     |
| 8     | 85 a 89 | 12    |
| 0     | 80 a 84 | 12    |
| 4     | 75 a 79 | 16    |
| 8     | 70 a 74 | 16    |
| 8     | 65 a 69 | 8     |
| 8     | 60 a 64 | 16    |
| 20    | 55 a 59 | 8     |
| 8     | 50 a 54 | 12    |
| 20    | 45 a 49 | 24    |
| 24    | 40 a 44 | 12    |
| 4     | 35 a 39 | 20    |
| 12    | 30 a 34 | 8     |
| 20    | 25 a 29 | 20    |
| 20    | 20 a 24 | 4     |
| 8     | 15 a 19 | 16    |
| 20    | 10 a 14 | 16    |
| 12    | 5 a 9   | 16    |
| 4     | 0 a 4   | 8     |

## Economia
El 2007 la població en edat de treballar era de 290 persones, 208 eren actives i 82 eren inactives. De les 208 persones actives 194 estaven ocupades (113 homes i 81 dones) i 14 estaven aturades (7 homes i 7 dones). De les 82 persones inactives 35 estaven jubilades, 22 estaven estudiant i 25 estaven classificades com a «altres inactius».

### Ingressos
El 2009 a Chenu hi havia 180 unitats fiscals que integraven 418 persones, la mediana anual d'ingressos fiscals per persona era de 16.234,5 €.

### Activitats econòmiques
Dels 18 establiments que hi havia el 2007, 1 era d'una empresa extractiva, 2 d'empreses alimentàries, 1 d'una empresa de fabricació d'altres productes industrials, 4 d'empreses de construcció, 5 d'empreses de comerç i reparació d'automòbils, 1 d'una empresa financera, 1 d'una empresa de serveis, 1 d'una entitat de l'administració pública i 2 d'empreses classificades com a «altres activitats de serveis».
Dels 6 establiments de servei als particulars que hi havia el 2009, 1 era un taller de reparació d'automòbils i de material agrícola, 1 establiment de lloguer de cotxes, 1 guixaire pintor, 1 fusteria i 2 lampisteries.
L'any 2000 a Chenu hi havia 34 explotacions agrícoles que ocupaven un total de 1.809 hectàrees.

## Equipaments sanitaris i escolars
El 2009 hi havia una escola elemental integrada dins d'un grup escolar amb les comunes properes formant una escola dispersa.

## Poblacions més properes
El següent diagrama mostra les poblacions més properes.